# Минорка (Луизијана)
Минорка (енгл. Minorca) насељено је место без административног статуса у америчкој савезној држави Луизијана.

## Демографија
По попису из 2010. године број становника је 2.317.
| Група             | 2000.    | 2010.         |
| Белци             | 0 (0,0%) | 1.674 (72,2%) |
| Афроамериканци    | 0 (0,0%) | 582 (25,1%)   |
| Азијати           | 0 (0,0%) | 7 (0,3%)      |
| Хиспаноамериканци | 0 (0,0%) | 35 (1,5%)     |
| Укупно            | 0        | 2.317         |